# Ulrich von Brünn
Ulrich von Brünn (auch Udalrich von Brünn, tschechisch Oldřich Brněnský oder Udalrich z Brna) († 27. März 1113) war ein mährischer Fürst.
Der Sohn des Konrad I. und Virpirka von Tengling aus dem Geschlecht der Přemysliden herrschte von 1092 bis 1113 im damaligen Fürstentum Brünn und regierte von 1112 bis 1113 im Fürstentum Znaim.
Břetislav II., der nach dem Tod Konrads die Nachfolgeschaft im Fürstentum Böhmen übernahm, versuchte seine eigene Nachfolge entgegen dem Prinzip des Seniorats zu Gunsten seines Bruders Bořivoj II. zu regeln. Ulrich, der rechtmäßige Thronfolger wollte aber seine Rechte durchsetzen. 1097 wurde er gefangen genommen und in Glatz inhaftiert. Břetislav sicherte indessen bei Heinrich IV. die Thronfolge zu Gunsten seines Bruders. Ulrich erhielt daraufhin die Erlaubnis, sich wieder auf seiner Burg in Brünn niederzulassen.
1100 starb Břetislav II. nach einem Attentat und Bořivoj II., der nach der Gefangennahme von Ulrich zum Verwalter Mährens ernannt worden war, zog nach Prag, um die Regentschaft in Böhmen zu übernehmen. Ulrich und sein Bruder Litold von Znaim wurden mit der Verwaltung Mährens beauftragt.
Ulrich forderte bei Heinrich IV. weiterhin seine Rechte auf den Thron von Böhmen ein, worauf ihm über Böhmen Lehnherrschaft erteilt wurde. Nach erfolglosen Verhandlungen mit Bořivoj zog Ulrich mit Unterstützung österreichischer und bayerischer Heere in Richtung Prag. Nach der ersten Schlacht bei Malín zerstreuten sich jedoch die wenig motivierten Söldner. Ulrich zog sich daraufhin nach Brünn zurück und verzichtete auf den Thron. Nach dem Tod Litolds erhielt er das Fürstentum Znaim.
Ulrich ist vermutlich wie sein Bruder Litolt in dem von ihnen 1109 gegründeten Benediktinerkloster in Trebitsch bestattet worden.

## Verwandtschaftliche Verhältnisse
- Vater: Konrad I.
- Mutter: Virpirka von Tengling
- Bruder: Litold von Znaim
- Onkel: Spytihněv II., Vratislav II., Jaromír, Otto I. von Olmütz
- Cousins: Vladislav I., Soběslav I., Otto II. von Olmütz, Břetislav II., Bořivoj II.
- Großvater: Břetislav I.
- Kinder: Sohn Vratislav Brněnský, Tochter Naděj